# Коллард, Юрий Жерардович
Юрий Жерардович Коллард (2 января 1875— 3 января 1951) — украинский общественный и политический деятель, инженер, один из основателей Революционной украинской партии, мемуарист.

## Биография
Юрий Жерардович Коллард родился 2 января 1875 года в городе Морача на Полтавщине.
Его отец Жерар Коллард был бельгийцем, который работал инженером-агрономом на Украине, вскоре Жерар женился на матери Юрия, которая была потомственной казачкой.
Среднее образование получил в Полтаве, где активно участвовал в украинском национальном движении. Общался с Симоном Петлюрой и другими политическими и общественными деятелями.
Учился в Харьковском Технологическом институте.
Осенью 1897 года, вместе с Дмитрием Антоновичем, Михаилом Русовым, Бонифация Каминским, Афанасием Андриевским, Александром Коваленко и другими, стал соучредителем «Харьковской Украинского студенческого общества». Эта организация, в начале 1900 года, стала родоначальницей Революционной украинской партии, идеологом которой был Николай Михновский.
Ведя активную политическую деятельность, Коллард сумел закончить институт и получить диплом инженера-технолога.
В 1903—1907 годах работал инженером в Харькове.
В 1907—1912 годах работал на строительстве транссибирской железной дороги в Красноярске.
С 1912 по 1915 годы инженером кавказской железной дороги в Екатеринодаре.
Во время Первой мировой войны работал главным инженером-строителем Мурманской железной дороги. В 1916 году переведён на Западный фронт.
С 1917 принадлежал к Украинской Партии социалистов-самостийников.
Во время Украинской Центральной Рады возглавлял управление железных дорог на Полесье.
Во время Гетманщины занимал руководящие должности в Железнодорожном ведомстве.
В 1919-20 годы, при Директории УНР, был руководителем министерства путей. Впоследствии, вместе с правительством УНР, переехал в Вену.
В 1921—1926 годах переехал в Чехословацкую Республику. Работал при Земском правительстве на Закарпатье. Уволен по политическим мотивам (как украинский националист). Переезжает в Моравию, жил и работал в разных городах, пока в 1935 году не поселился в Брно.
На чехословацкой территории общественной деятельности не оставляет. Как один из руководителей Союза Освобождения Украины, становится соучредителем Легиона украинских националистов.
До 1939 года занимается местной студенческой общиной в Брно и Украинском Обществом, другими общественно-общественными организациями украинской эмиграции в Чехословакии. Был заместителем председателя Центральной управы Украинского Общества в ЧСР.
В начале 1945 года, перед наступлением Красной Армии, выехал из Чехословакии в Германию.
Умер 3 января 1951 года в Аугсбурге.
Автор мемуаров «С юношеских лет» (1930), «Воспоминания из прошлого» (1931) и других.